# Мирное (Добрянский сельский совет)
Мирное (укр. Мирне) — село,
Добрянский сельский совет,
Великописаревский район,
Сумская область,
Украина.
Код КОАТУУ — 5921281702. Население по данным 1986 года составляло 70 человек.
Село ликвидировано в 2007 году .

## Географическое положение
Село Мирное находится в верховьях балки Хвощевая.
По селу протекает пересыхающий ручей с запрудой.

## История
- 2007 — село ликвидировано [1].